# Helvetica
Helvetica er en hyppigt brugt grotesk-skrifttype, der blev udviklet i 1957 af den schweiziske skriftdesigner Max Miedinger og Eduard Hoffmann (1929-2014). 
Der er udviklet adskillige skrifttyper siden 1957, der minder om Helvetica, hvoraf Arial, designet i 1982, nok er den mest almindelige. Kun nogle mindre forskelle i de store bogstaver C, G og R såvel som i de små bogstaver a, e, r og t adskiller de to skrifttyper.
Typen anvendes i flere varemærker, bl.a. 3M, American Airlines, American Apparel, AT&T, BMW, Lufthansa, Microsoft, Tupperware, Toyota, General Motors, BASF, Panasonic, Nestlé, Agfa og Orange. Desuden anvender Handelsbanken og Fyens Stiftstidende også skriften i sine logoer, ligesom DSB anvendte en Helvetica-baseret font i sit logo fra 1972-2012.
Dokumentarfilmen Helvetica fik premiere i 2007, 50 år efter lanceringen af Helvetica. Den er instrueret af Gary Hustwit og fortæller historien bag skrifttypen. Museum of Modern Art i New York City havde desuden en udstilling i anledning af jubilæet.

## Historie og etymologi
Helvetica blev designet hos det schweiziske Haas'sche Schriftgiesserei i 1957 af Max Miedinger og Eduard Hoffmann. Fonten havde til formål at være enkel og læsbar uden at have nogen mening i sig selv samtidig med, at den kunne bruges til flere forskellige formål. Skrifttypen skulle dermed kunne konkurrere med den succesfulde Akzidenz-Grotesk og var da også baseret på Schelter-Grotesk og Normal Grotesk.
Den nye skrifttype hed egentlig "Neue Haas Grotesk", indtil det blev omdøbt af det tyske firma Stempel, der ejede Haas'sche Schriftgiesserei. Navnet "Helvetia", der betyder "Schweiz" på latin, blev først forslået, men da Hoffmann mente, at en skrifttype ikke kunne have samme navn som et land, endte fonten i stedet med navnet "Helvetica", der bare betyder "schweizisk". På dette tidspunkt var Schweiz kendt for typografi af kvalitet, og navnet "Helvetica" signalerede derved en professionelt udviklet font.